# Sergej Laevskij
Sergej Nikolaevič Laevskij (in russo Серге́й Никола́евич Лае́вский?, in ucraino Сергіӣ Лаєвський?, Serhij Lajevs'kyj; 3 marzo 1959) è un ex lunghista sovietico, dal 1991 ucraino.

## Palmarès

### Europei
- 1 medaglia:
  - 1 argento (Stoccarda 1986)

### Europei indoor
- 1 medaglia:
  - 1 bronzo (Atene 1985)

### Giochi dell'Amicizia
- 1 medaglia:
  - 1 bronzo (Mosca 1984)

## Altre competizioni internazionali
1985
- Coppa Europa di atletica leggera ( Mosca)